# Drillia maculomarginata
Drillia maculomarginata is een slakkensoort uit de familie van de Drilliidae. De wetenschappelijke naam van de soort is voor het eerst geldig gepubliceerd in 2012 door Kilburn & Stahlschmidt.